# Ivarsøy
Ivarsøy est une commune et une île dans le landskap Sunnhordland du comté de Vestland. Elle appartient administrativement à Fitjar.

## Géographie
Rocheuse et désertique, elle s'étend sur environ 4,469 km de longueur pour une largeur approximative de 2,011 km. Elle compte plusieurs lacs intérieurs et une vingtaine d'habitants.   